# Herb Śremu
Herb Śremu – jeden z symboli miasta Śrem i gminy Śrem w postaci herbu.

## Wygląd i symbolika
Herb przedstawia na czerwonej tarczy herbowej wieżę barwy białej przypominającą fragment muru obronnego zakończonego trzema wieżami barwy białej ze złotymi stożkowatymi daszkami. Wieża ma szerokie wejście (bramę) i okna barwy czarnej.

## Historia
Rysunek wieży pochodzi z pieczęci z XIV wieku. Początkowo wieża była przykryta spiczastym dachem z dwiema bocznymi wieżyczkami i oknem z charakterystycznym łukiem w stylu gotyckim. Pod koniec XVII w. na krótko do herbu wprowadzono postacie Chrystusa, Matki Boskiej i św. Wawrzyńca, które zniknęły w XVIII w., a charakterystyczna wieża zaczęła przypominać bardziej fragment muru obronnego, zwieńczonego trzema wieżyczkami, z szerokim wejściem i oknami.